# の
En la escritura japonesa, los caracteres silábicos (o, con más propiedad, moraicos) の (hiragana) y ノ (katakana) ocupan el 25º lugar en el sistema moderno de ordenación alfabética gojūon (五十音), entre ね y は; y el 26º en el poema iroha, entre ゐ y お. En la tabla a la derecha, que sigue el orden gojūon (por columnas, y de derecha a izquierda), se encuentra en la sexta columna (な行, "columna NA") y la quinta fila (お段, "fila O").
Tanto の como ノ provienen del kanji 乃.

## Romanización
Según los sistemas de romanización Hepburn, Kunrei-shiki y Nihon-shiki, の, ノ se romanizan como "no".

## Escritura
| Escritura de の | Escritura de ノ |

El carácter の se escribe con un solo trazo. Consiste en una curva que empieza en la parte superior del carácter, baja y a partir de ahí describe un arco de circunferencia muy amplio. El carácter se asemeja a un 6 tumbado.
El carácter ノ se escribe con un solo trazo, que es diagonal hacia abajo a la izquierda, y ligeramente curvo. Se asemeja a la primera parte del hiragana の, y al trazo final de los katakana ソ (so), シ (shi), ツ (tsu) y ン (n).

## Otras representaciones
- Sistema Braille:

| －● ●－ |

- Alfabeto fonético: 「野原のノ」 ("el no de nohara", donde nohara quiere decir campo)
- Código Morse: ・・－－

- Datos: Q40686
- Multimedia: の / Q40686